# گوییچه
گوییچه (به صربی: Gujiće) یک منطقهٔ مسکونی در صربستان است که در توتین، صربستان واقع شده‌است. گوییچه ۱۳۳ نفر جمعیت دارد.